# Hafez el-Assad
Pour les articles homonymes, voir el-Assad.
Hafez el-Assad (en arabe : حافظ الأسد / Ḥāfiẓ al-Asad), né le 6 octobre 1930 à Qardaha et mort le 10 juin 2000 à Damas, est un militaire et homme d'État syrien, président de la République arabe syrienne de 1971 à 2000.
Il a été Premier ministre de Syrie de 1970 à 1971, ainsi que secrétaire régional du commandement régional de la branche régionale syrienne du parti Baas et secrétaire général du commandement national du parti Baas de 1970 à 2000. Hafez el-Assad a été un participant clé au coup d'État syrien de 1963 qui a porté au pouvoir la branche régionale syrienne du parti Baas.
Les nouveaux dirigeants ont nommé Assad commandant de l'armée de l'air syrienne. En février 1966, Assad participe à un deuxième coup d'État qui renverse les dirigeants traditionnels du parti Baas. Assad a été nommé ministre de la Défense par le nouveau gouvernement. Quatre ans plus tard, Assad lance un troisième coup d’État qui renverse le leader de facto Salah Jedid et se désigne lui-même comme dirigeant de la Syrie.
Il a subordonné le socialisme d'État à un modèle économique mixte et défendu la propriété privée. Assad a également abandonné la rhétorique de l'exportation de la « révolution socialiste arabe » en renforçant les relations extérieures de la Syrie avec des pays que son prédécesseur, Salah Jedid, avait jugés réactionnaires. Bien qu'anticommuniste, Assad s'est rangé du côté de l'Union soviétique et du bloc de l'Est pendant la Guerre froide en échange d'un soutien contre Israël et, bien qu'il ait abandonné le concept panarabe d'unification du monde arabe en une seule nation arabe, il a cherché à dépeindre la Syrie comme le défenseur des Palestiniens contre Israël. Dans les années 1980, en conflit avec l'OLP, il soutient des groupes palestiniens dissidents laïques et nationalistes extrémistes et voit de nombreux chrétiens libanais se rallier au camp syrien au fil des années pendant la guerre du Liban.
Assad a ordonné une incursion militaire au Liban en 1976, qui a abouti à l'occupation syrienne du Liban. Durant son règne, Assad a écrasé un soulèvement islamiste mené par les rebelles des Frères musulmans syriens à la suite d'une série d'attentats et d'assassinats sur plusieurs officiers alaouites et une tentative d'assassiner Assad, provoquant une répression grâce à une série de mesures répressives culminant avec le massacre de Hama,.
Après avoir consolidé son autorité personnelle sur le gouvernement syrien, Assad commença à chercher un successeur. Son premier choix fut son frère Rifaat, mais Rifaat tenta de prendre le pouvoir en 1983-1984 alors que la santé de Hafez était incertaine. Rifaat fut ensuite exilé lorsque la santé de Hafez se rétablit. Le choix suivant d'Hafez fut son fils aîné, Bassel el-Assad. Cependant, Bassel décéda dans un accident de voiture en 1994 et Hafez se tourna alors vers son plus jeune fils Bachar el-Assad, qui à cette époque n’avait aucune expérience politique. La décision de nommer un membre de sa propre famille comme successeur fut critiquée dans certains milieux de la classe dirigeante syrienne, mais Assad persista dans son plan et rétrograda les responsables qui s’opposaient à cette succession. En 2000, Hafez décède et c'est donc Bachar qui lui succède à la présidence jusqu'en 2024, année de la chute du régime Assad après une sanglante guerre civile débutée en 2011.
Son régime, structuré autour du parti unique du Baas, s'avère fortement autoritaire avec un étroit et profond contrôle de l'ensemble de la vie politique syrienne. Ceci confère une stabilité à un pouvoir politique syrien marqué jusque-là par les coups d'État et fait de la Syrie un acteur incontournable du Moyen-Orient pendant la guerre froide arabe.

## Biographie

### Origines
Le grand-père de Hafez s'est opposé au mandat français en Syrie et s'est également forgé une réputation dangereuse en matant les petits paysans locaux et débuts de jacquerie. Les autochtones l'appelaient d'abord Wahhich, soit « brutal » ou « bête sauvage », puis el-Assad, « le lion » en arabe. Son fils Ali al-Assad adopte définitivement ce nom en 1927. Dans une lettre adressée en 1936 à Léon Blum et aux dirigeants de la SFIO, Sleiman Ali el-Assad et d'autres notables alaouites se démarquent des musulmans sunnites, dénonçant même leur « fanatisme » contre les Juifs de Palestine « qui sont venus apporter à ces Arabes Musulmans la civilisation et la paix ». L'authenticité de cette lettre est contestée par l'historien Stefan Winter (en).

### Jeunesse
Hafez el-Assad est né à Qardaha dans l'ouest de la Syrie au sein d'une famille appartenant à la communauté religieuse minoritaire des Alaouites, proche du chiisme. Il est le premier membre de sa famille à aller au lycée. Il milite au sein du parti Baas dès l'âge de 16 ans, en 1946. Les Alaouites se sont initialement opposés à un État syrien uni (car ils pensaient que leur statut de minorité religieuse les mettrait en danger) et le père de Hafez partageait cette conviction. Hafez a quitté son village alaouite et a commencé ses études à l'âge de neuf ans dans une région dominée par les sunnites de Lattaquié.
Il est devenu le premier de sa famille à fréquenter l'école secondaire, mais à Lattaquié, Assad a été confronté aux préjugés anti-alaouites de la part des sunnites. Il était un excellent élève, remportant plusieurs prix vers l'âge de 14 ans. Pour s'intégrer, il s'est rapproché des partis politiques qui ont accueilli les Alaouites. Ces partis (qui ont également embrassé la laïcité) étaient le Parti communiste syrien, le Parti social nationaliste syrien (PSNS) et le Parti Baas arabe, Assad a rejoint le Baas en 1946. Certains de ses amis appartenaient au PSNS. Le parti Baas (Renaissance) épousait une idéologie nationaliste, panarabe et socialiste.
Assad s'est avéré un atout pour le parti, organisant des cellules étudiantes du Baas et transmettant le message du parti aux quartiers pauvres de Lattaquié et aux villages alaouites. Il s'est heurté à l'opposition des Frères musulmans, qui se sont alliés aux familles musulmanes riches et conservatrices. Le lycée d'Assad accueillait des étudiants issus de familles riches et pauvres, et Assad a été rejoint par de jeunes musulmans sunnites pauvres et anti-establishment du parti Baas dans des affrontements avec des étudiants issus de riches familles des Frères musulmans. Il s'est fait de nombreux amis sunnites, dont certains sont devenus plus tard ses alliés politiques.
Sa famille ne pouvant lui offrir une éducation universitaire, Assad s'inscrit à l'Académie militaire syrienne, où l'on bénéficie d'une scolarité gratuite. Il s'y révèle un élève brillant et est envoyé en formation complémentaire de pilote de chasse en Union soviétique au sein de l'Armée rouge pendant onze mois.
À l'Académie, Assad rencontre Moustapha Tlass qui devient, par la suite, son compagnon de lutte politique. Son ascension au sein de la hiérarchie militaire est rapide, faisant de lui une figure importante de celle-ci.
Hafez el-Assad s'oppose en 1958 à l'union entre l'Égypte et la Syrie qui crée la République arabe unie. Stationné au Caire, il travaille, en compagnie d'autres officiers, à mettre un terme à cette union. Quoique baassiste et favorable à l'idéal d'une union panarabe, il s'oppose à la domination du régime de Nasser au sein de la République arabe unie. Il est alors brièvement emprisonné par les autorités égyptiennes lors de la dissolution de la république unitaire en 1961 à la suite du coup d'État sécessionniste de 1961 en Syrie.
Dans l'incertitude qui suit la dissolution de l'union égypto-syrienne, une coalition de groupements politiques de gauche menée par le Baas prend le pouvoir. Assad est nommé chef d'état-major de l'armée de l'air en 1964. L'État est alors officiellement dirigé par Amine al-Hafez, d'obédience sunnite. En fait, à travers le parti Baas qu'ils contrôlent, il est dominé par un groupe de jeunes alaouites, dont Assad fait partie.

### Carrière dans l'Armée de l'air syrienne

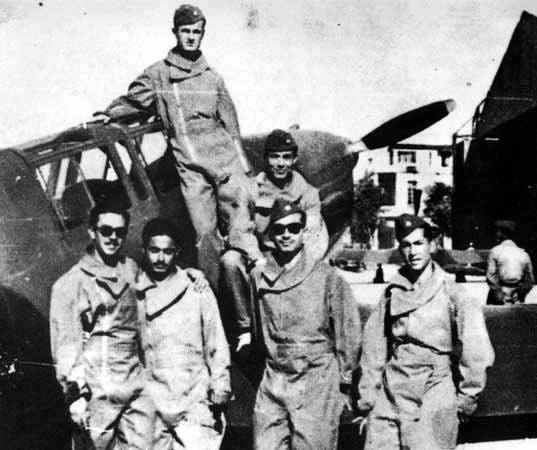
Hafez el-Assad (ci-dessus) debout sur l'aile d'un avec d'autres cadets de l'Académie syrienne de l'AF à l'extérieur d'Alep, 1951-1952.

Après avoir obtenu son diplôme d'études secondaires, Hafiz aspirait à devenir médecin, mais son père ne pouvait pas payer ses études à l' Université jésuite Saint-Joseph de Beyrouth. Au lieu de cela, en 1950, il décide de rejoindre les forces armées syriennes. Hafez est entré à l'Académie militaire de Homs, qui lui a offert de la nourriture, un logement et une allocation gratuits. Hafez a obtenu son diplôme en 1955, après quoi il a été nommé lieutenant dans l' armée de l'air syrienne. Après avoir obtenu son diplôme de l'école de pilotage, il a remporté le trophée du meilleur aviateur.
À l'Académie, Assad rencontre Moustapha Tlass qui devient, par la suite, son compagnon de lutte politique. Son ascension au sein de la hiérarchie militaire est rapide, faisant de lui une figure importante de celle-ci et peu de temps après a été affecté à la base aérienne de Mezze près de Damas. Il épousa Anissa Makhlouf en 1957, une parente éloignée de la puissante famille Makhlouf.

### Avant le coup d'État de 1963: 1958-1963
Hafez ne se contentait pas d’une carrière militaire professionnelle, la considérant comme une porte d’entrée vers la politique. Après la création de la République arabe unie (RAU), le chef du parti Baas Michel Aflaq a été contraint par Nasser de dissoudre le parti. Au cours de l'existence de la RAU, le parti Baas a connu une crise dont plusieurs de ses membres, pour la plupart jeunes, ont imputé la responsabilité à Aflaq. Hafez el-Assad s'oppose en 1958 à l'union entre l'Égypte et la Syrie qui crée la République arabe unie. Stationné au Caire, il travaille, en compagnie d'autres officiers, à mettre un terme à cette union. Quoique baassiste et favorable à l'idéal d'une union panarabe, il s'oppose à la domination du régime de Nasser au sein de la République arabe unie. Il est alors brièvement emprisonné par les autorités égyptiennes lors de la dissolution de la république unitaire en 1961. Pour ressusciter la branche régionale syrienne du parti, Mohammad Umran, Salah Jedid, Hafez et d'autres ont créé le Comité militaire. En 1957-1958, Hafez accéda à une position dominante au sein du Comité militaire, ce qui atténua son transfert en Égypte. Après que la Syrie ait quitté la RAU en septembre 1961, Assad et d'autres officiers baasistes furent démis de leurs fonctions militaires par le nouveau gouvernement de Damas, et il reçut un poste de bureau mineur au ministère des Transports.
Dans l'incertitude qui suit la dissolution de l'union égypto-syrienne, une coalition de groupements politiques de gauche menée par le Baas prend le pouvoir. Assad est nommé chef d'état-major de l'armée de l'air en 1964. L'État est alors officiellement dirigé par Amine al-Hafez, d'obédience sunnite. En fait, à travers le parti Baas qu'ils contrôlent, il est dominé par un groupe de jeunes alaouites, dont Assad fait partie.

## Premier règne du Parti Baas: 1963-1970

### Leadership aflaqite: 1963-1966
Peu de temps après l'élection de Hafez au commandement régional, le Comité militaire lui a ordonné de renforcer la position du comité au sein de l'establishment militaire. Hafez a peut-être reçu la tâche la plus importante de toutes, puisque son objectif principal était de mettre fin au factionnalisme dans l'armée syrienne et d'en faire un monopole du Baas comme il l'a dit, il devait créer une « armée idéologique ».
Pour l'aider dans cette tâche, Hafez a recruté Zaki al-Arsouzi, qui indirectement (par l'intermédiaire de Wahib al-Ghanim) l'a inspiré à rejoindre le parti Baas quand il était jeune. Arsouzi a accompagné Hafez lors de visites de camps militaires, où Arsouzi a enseigné aux soldats la pensée baasiste. En remerciement pour son travail, Hafez a donné à Arsuzi une pension du gouvernement. Assad a poursuivi sa baasification de l'armée en nommant des officiers fidèles à des postes clés et en veillant à ce que « l'éducation politique des troupes ne soit pas négligée ». Il a démontré ses compétences en tant que planificateur de patients au cours de cette période. Comme l' a écrit Patrick Seale, la maîtrise du détail de Hafez « suggérait l'esprit d'un officier du renseignement ».

### Lutte pour le pouvoir et coup d’État de 1966
À la suite du coup d'État de 1963, lors du premier congrès régional (tenu le 5 septembre 1963), Hafez a été élu au commandement régional syrien (l'organe décisionnel le plus élevé de la branche régionale syrienne). Bien qu'il ne s'agisse pas d'un rôle de leadership, c'était la première apparition de Hafiz dans la politique nationale. Rétrospectivement, il dit s'être positionné « à gauche » au sein du commandement régional. Khalid al-Falhum, un Palestinien qui travaillera plus tard pour l'Organisation de libération de la Palestine (OLP), a rencontré Hafez en 1963, il a noté que Hafez était un fervent homme de gauche « mais n'était clairement pas un communiste » mais plutôt engagé dans le nationalisme arabe.
Lors de l'émeute de Hama en 1964 menée par les Frères musulmans, Hafez a voté pour réprimer violemment le soulèvement si nécessaire. La décision de réprimer l'émeute de Hama a conduit à un schisme au sein du Comité militaire entre Umran et Jedid. Jedid souhaitait un État à parti unique fort, semblable à ceux des pays d'Europe de l'est à l'époque. Hafez, en tant qu'associé junior, est resté silencieux au début mais s'est finalement allié à Jadid. La raison pour laquelle Hafez a choisi de se ranger à son côté a été largement discutée, il partageait probablement la vision idéologique radicale de Jadid. Ayant perdu pied au Comité militaire, Umran s'est aligné sur Aflaq et le commandement national, il leur a dit que le Comité militaire envisageait de prendre le pouvoir dans le parti en les évinçant. En raison de la défection d'Umran, Rifaat al-Assad (le frère de Hafez) a succédé à Umran en tant que commandant d'une force militaire secrète chargée de protéger les loyalistes du Comité militaire.
Dans sa tentative de prendre le pouvoir, le Comité militaire s'est allié aux régionalistes, un groupe de cellules de la branche régionale syrienne qui a refusé de se dissoudre en 1958 lorsqu'on lui a ordonné de le faire. Bien qu'Aflaq considérait ces cellules comme des traîtres, Hafez les appelait les « vraies cellules du parti » cela a encore une fois mis en évidence les différences entre le Comité militaire et le Commandement national dirigé par Aflaq. Lors du huitième congrès national en 1965, Hafez a été élu au commandement national, l'organe décisionnel le plus élevé du parti. Depuis sa position au sein du commandement national, Assad a informé Salah Jedid de ses activités. Après le congrès, le commandement national a dissous le commandement régional syrien ; Aflaq a proposé Salah Eddine Bitar comme Premier ministre, mais Hafez et Brahim Makhous se sont opposés à la nomination de Bitar. Selon Seale, Hafez abhorrait Aflaq, il le considérait comme un autocrate et un droitard, l'accusant d'avoir « abandonné » le parti en ordonnant la dissolution de la branche régionale syrienne en 1958. Hafez, qui n'aimait pas non plus les partisans d'Aflaq, s'est néanmoins opposé à une démonstration de force contre les Aflaqites. En réponse au coup d'État imminent, Hafez, Naji Jamel, Hussein Mulhim et Yusuf Sayigh sont partis pour Londres.
Lors du coup d'État syrien de 1966, le Comité militaire a renversé le commandement national. Le coup d'État a conduit à un schisme permanent au sein du mouvement Baassiste, à l'avènement du néo-baasisme et à la création de deux centres du mouvement baasiste international : l'un à domination irakienne et l'autre à domination syrienne.

### Jedid en homme fort: 1966-1970
Après le coup d’État, Hafez a été nommé ministre de la Défense. C'était son premier poste ministériel et, grâce à sa position, il serait propulsé à l'avant-garde du conflit syro-israélien. Salah Jedid était le leader incontesté à l'époque, choisissant de rester au poste de secrétaire régional adjoint du commandement régional syrien au lieu d'occuper le poste exécutif (qui était historiquement occupé par les sunnites). Nureddin al-Atassi s'est vu attribuer trois des quatre postes exécutifs les plus élevés du pays : président, secrétaire général du commandement national et secrétaire régional du commandement régional syrien. Le poste de Premier ministre a été confié à Yusuf Zu'ayyin. Jedid (qui établissait son autorité) s’est concentré sur les questions civiles et a donné à Hafiz le contrôle de facto de l’armée syrienne, le considérant comme une menace.
Après le discrédit de la défaite militaire de la guerre des Six Jours et l'intervention avortée de la Syrie dans le conflit jordano-palestinien de Septembre noir, pour lesquels Hafez el-Assad attribue la responsabilité des désastres à Jedid et Atassi, ces tensions se transforment en un conflit ouvert. Hafez el-Assad est en réalité déjà en train de comploter pour discréditer Atassi : il a interdit à l'aviation syrienne de décoller, avec pour résultat la destruction des blindés envoyés par Atassi en Syrie.
Quand le président Noureddine al-Atassi et le secrétaire général du parti Baas, Salah Jedid, prennent conscience du danger et ordonnent qu'Assad et Tlass soient écartés de toute position de pouvoir dans le parti et le gouvernement, il est déjà trop tard. Assad a déjà manœuvré, avec l'aide de son frère Rifaat, de ses réseaux d'influence alaouites et du chef d'État major Tlass.
Hafez el-Assad lance rapidement un coup de force à l'intérieur du parti qui est « purgé », et bien que le congrès se prononce en faveur d'Atassi et Jedid, tous deux sont envoyés en prison, avec des milliers de leurs partisans, tandis que les partisans d'Assad s'emparent de tous les postes clés de l'appareil d'État.

## Président de la République

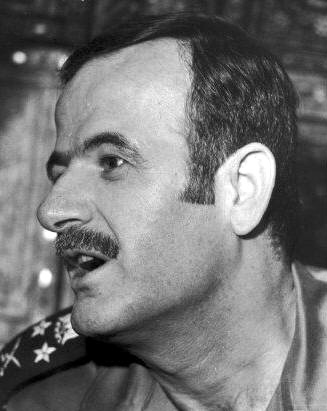
Le général Hafez el-Assad en 1970.

### Régime autoritaire
Hafez el-Assad hérite d'un régime dictatorial, établi durant de longues années d'un pouvoir militaire instable, puis réorganisé suivant la politique du parti unique du Baas. Non seulement, il ne rompt pas avec ce régime, mais il en accroît la dimension répressive, qu'il a lui-même constitué depuis plusieurs années, et s'efforce de contrôler chaque secteur de la société à travers un vaste appareil policier et de renseignement. L'ancien responsable nazi et bras droit d'Adolf Eichmann, Alois Brunner, se cache pendant 40 ans en Syrie, protégé par Hafez el-Assad. Il aurait été chargé de la mise en place de l'appareil répressif et des techniques de torture utilisées par les services de renseignement syriens sous Assad.
Le régime met également en place un culte de sa personnalité, le décrivant comme un dirigeant juste, sage et puissant de la Syrie et du monde arabe en général. À la manière soviétique, ce culte se traduit par un vaste système de propagande fait notamment d'affichages de son effigie, d'érections de statues, de discours publics glorificateurs. Le slogan « Assad pour l'éternité » s'installe au fil des plébiscites pour l'unique candidat devenu despote (99,2 % des suffrages officiellement en 1971, 99,6 % en 1978 et 99,9 % en 1985).

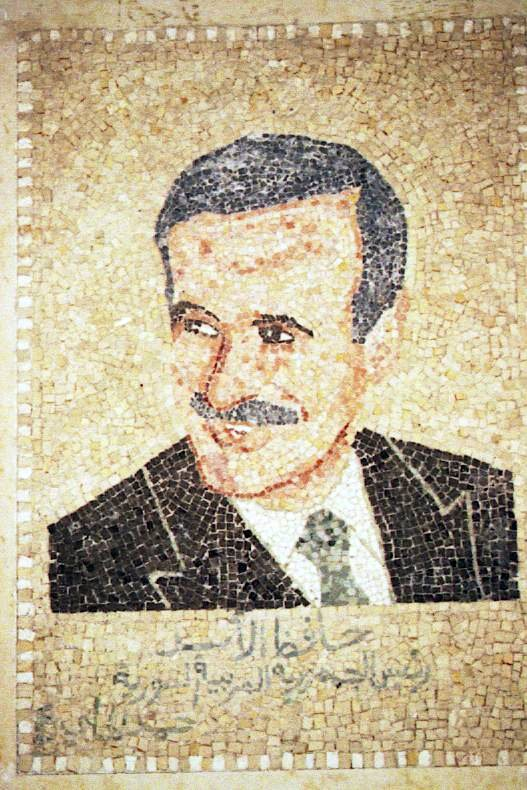
Mosaïque représentant Hafez el-Assad à Chahba en 2003.

Son fils Bassel appelé à lui succéder fait, plus tard, l'objet d'un culte semblable mais meurt dans un accident de voiture le 21 janvier 1994.
Le régime trouve un soutien essentiel dans la minorité alaouite, dont Hafez el-Assad place des membres à de nombreux postes clés de l'appareil d'État.
Le régime se caractérise ainsi par l'emprise qu'il exerce sur la vie sociale et politique, interdisant toute opposition et réprimant avec violence toute contestation. De nombreux intellectuels, défenseurs des droits humains, communistes, personnes soupçonnées d'islamisme sont emprisonnés durant de longues années durant son règne,,.
Le régime syrien mène également une féroce répression contre l'insurrection des Frères musulmans en Syrie. Le 26 juin 1980, Hafez el-Assad échappe de justesse à une tentative d'assassinat. Le lendemain, sous le commandement de son frère, Rifaat el-Assad, des membres des Brigades de Défense se rendent à la prison de Palmyre, où un millier de membres des Frères musulmans sont massacrés. Mais l'épisode le plus marquant du conflit est le massacre de Hama en 1982, au cours duquel 10 000 à 40 000 personnes, en majorité des civils, sont tuées dans les bombardements ou exécutées sommairement.
Selon Amnesty International, 17 000 personnes ont disparu dans les prisons du régime syrien entre 1980 et 2000, principalement des membres des Frères musulmans, des communistes et des Palestiniens.

### Politique étrangère

#### Israël
La politique étrangère de Hafez el-Assad est structurée par le conflit entre la Syrie et Israël – conflit antérieur à la prise de pouvoir de Assad, et qui a continué après sa mort.
Au commencement de sa présidence, la Syrie joue un rôle majeur dans la guerre du Kippour en 1973. La guerre est présentée par le régime comme une importante victoire patriotique, quoique son bilan soit extrêmement nuancé. Après une faible avancée sur le plateau du Golan (territoire syrien occupé par Israël depuis la guerre des Six Jours en 1967), l'armée syrienne connaît d'importantes pertes et doit reculer devant une contre-attaque israélienne. Toutefois, la Syrie regagne, in fine, des territoires sur le tracé de 1967, grâce aux négociations de paix, dirigées par Henry Kissinger.
La volonté de reconquête de l'intégralité du plateau du Golan n'a pas cessé, par la suite, d'être un des axes centraux de la politique de Hafez el-Assad. Il respecte, toutefois, la ligne de cessez-le-feu placée sous le contrôle des Nations unies. Assad choisit, en effet, une politique indirecte de pression sur Israël, à travers le soutien à divers mouvements arabes, hostiles à l'État juif, qu'il a clientélisés. Ainsi, il soutient le Hezbollah au Liban, durant l'invasion de ce pays par Israël. Il apporte, de même, son soutien à de nombreux groupes palestiniens, comme le Hamas. Assad refuse de reconnaître l'existence d'Israël, officiellement qualifié d'« entité sioniste ». Toutefois, avec la chute de l'URSS, il comprend que l'équilibre des forces avait été transformé en faveur des États-Unis, et de son principal allié dans la région, Israël. Il accepte alors, pressé par les États-Unis, de s'engager dans des négociations avec Israël, qui échouent.
Les Israéliens considéraient Assad comme un ennemi implacable, mais qui tenait parole en respectant le cessez-le-feu, selon Charles Enderlin.

#### Liban
Assad joue un rôle clé dans l'histoire du Liban contemporain. La guerre civile libanaise, qui éclate en 1975 et oppose sur fond de conflit israélo-arabe les communautés religieuses du pays (chrétiens et membres de la droite libanaise d'une part, musulmans, « progressistes de gauche » et Palestiniens de l'autre) finit par tourner à la défaveur des chrétiens. Craignant de perdre le pouvoir présidentiel qui était réservé aux chrétiens de rite maronite depuis le Pacte de 1943, les leaders des milices chrétiennes Camille Chamoun et Pierre Gemayel lancent un appel à l'armée syrienne, pour mettre un terme à cette guerre fratricide. Les soldats syriens entrent au Liban le 31 mai 1976.
Le président syrien, qui soufflait sur les braises de la guerre du Liban, en soutenant tour à tour les différents belligérants, y voit l'occasion d'installer ses troupes au pays du Cèdre, avant-poste de sa lutte contre Israël. Ce sera le début de la mainmise syrienne sur le Liban, qui durera jusqu'à la révolution du Cèdre en 2005.
Assad obtient par ailleurs de Jacques Chirac en 1996 que les dossiers de l'occupation israélienne au Liban et au Golan soient liés, et que la France fasse pression en ce sens sur l'État hébreu. S'étant rendu en visite officielle à Paris en juillet 1998, il comptait d'autant plus sur la France qu'il vouait une admiration pour le général de Gaulle, qui « représentait en fait la voix de la liberté dans le monde occidental ».

### Mort et bilan

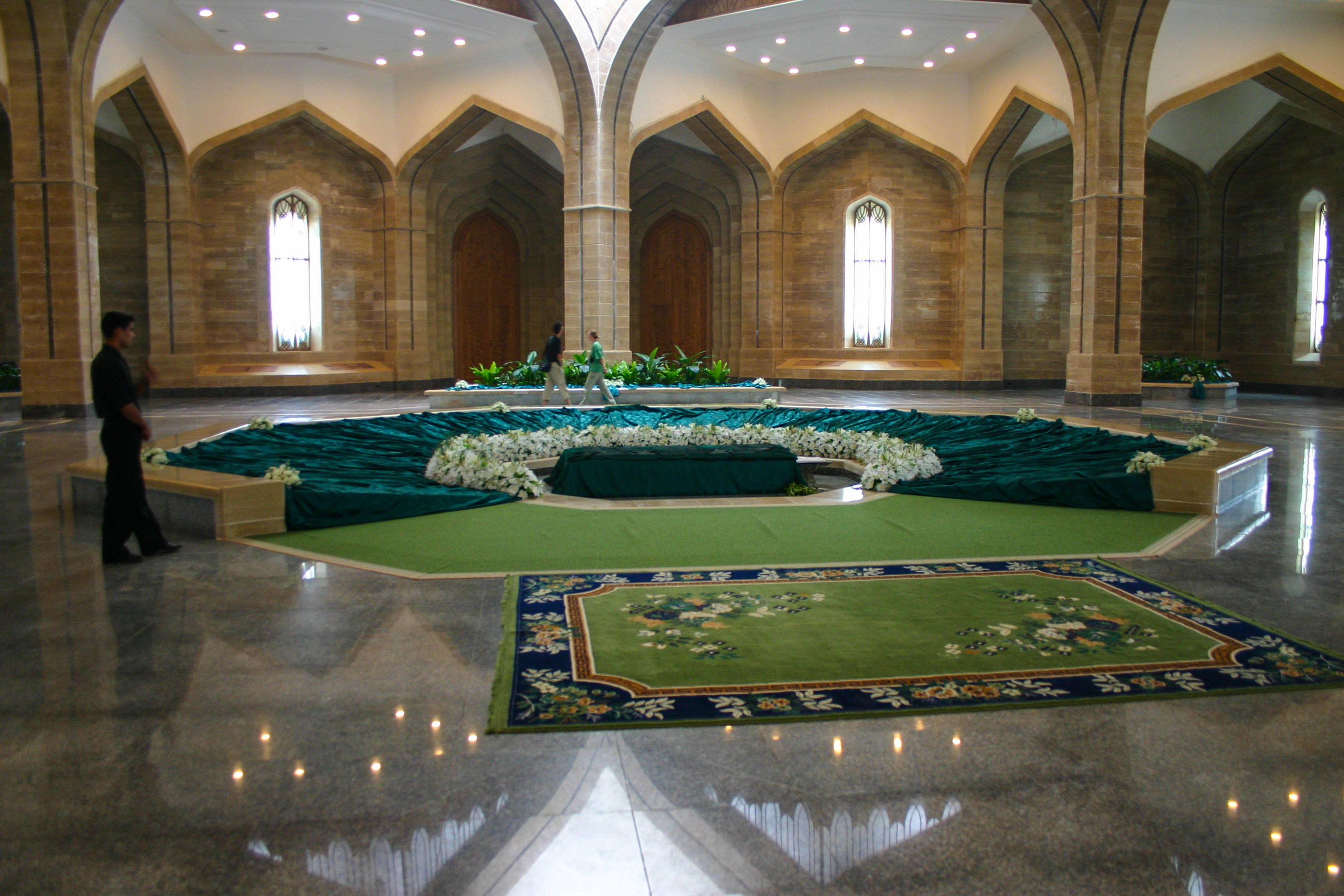
Mausolée d’Hafez el-Assad à Qardaha (détruit le 11 décembre 2024).

Hafez el-Assad souffre d'un diabète et de problèmes cardiaques. Il meurt le 10 juin 2000, au cours d'une conversation téléphonique avec son homologue libanais Émile Lahoud.
Le bilan des trente années de règne d'Assad reste controversé : aux critiques contre sa politique interne répressive (écrasement dans le sang des Frères musulmans dont notamment le massacre de Hama) et de son soutien au mouvement chiite libanais Hezbollah, s'opposent des analyses qui voient en lui un « redoutable diplomate » (Henry Kissinger), ainsi que l'homme qui a fait de la Syrie un interlocuteur incontournable dans le règlement des conflits du Proche-Orient. Assad a reçu le surnom de « Bismarck du Proche-Orient ».
Jacques Chirac est le seul chef d’État occidental à se rendre aux funérailles de Hafez el-Assad. Il lui avait rendu hommage à sa mort, saluant celui qui avait « marqué l'Histoire pendant trois décennies ».
Son fils aîné, Bassel, devait lui succéder à la présidence mais la mort de ce dernier dans un accident de voiture en 1994 contraint Assad à changer ses plans. C'est son second fils, Bachar, qui lui succède en juin 2000 comme président, grâce à une modification de la Constitution syrienne ramenant l'âge minimal de 40 à 34 ans.
Le 11 décembre 2024, le mausolée dans lequel reposait son corps est investi par des djihadistes qui ont renversé le régime Assad trois jours auparavant, et son tombeau est détruit par le feu.